# Harpersfield Township
Harpersfield Township ist eine von 27 Townships des Ashtabula Countys im US-Bundesstaat Ohio. Nach der Volkszählung im Jahr 2000 waren hier 2603 Einwohner registriert.

## Geographie
Die Harpersfield Township liegt im Nordwesten des Ashtabula Countys im äußersten Nordosten von Ohio. Sie ist im Norden etwa 8 km vom Eriesee entfernt und grenzt im Uhrzeigersinn an die Townships: Geneva Township, Saybrook Township, Austinburg Township, Morgan Township, Trumbull Township, Thompson Township im Geauga County und Madison Township im Lake County.

## Verwaltung
Das Township wird durch ein Board of Trustees, bestehend aus drei gewählten Mitgliedern, verwaltet. Zwei Personen werden jeweils im Jahr nach der Präsidentschaftswahl gewählt und eine jeweils im Jahr davor. Die Amtszeit dauert in der Regel vier Jahre und beginnt jeweils am 1. Januar. Daneben gibt es noch einen Township Clerk (Schriftführer), der ebenfalls im Jahr vor der Präsidentschaftswahl auf eine vierjährige Amtszeit gewählt wird. Dessen Amtszeit beginnt jeweils am 1. April.

## Sehenswertes

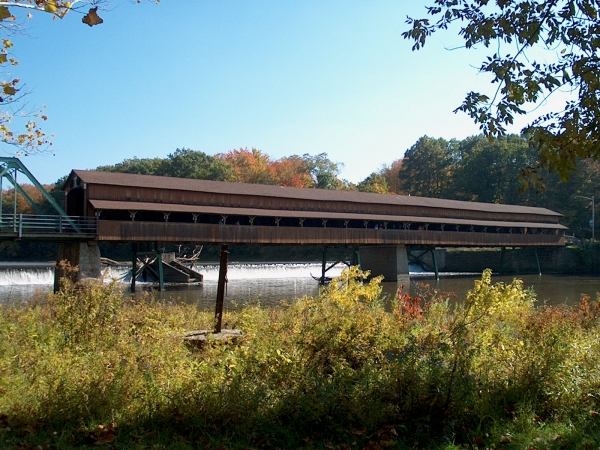
Harpersfield Covered Bridge

Sehenswert ist die 69,5 m lange Harpersfield Covered Bridge, die 1868 erbaut wurde und den Grand River überspannt. 1991–92 wurde die Brücke renoviert.